# Telgruc-sur-Mer

Telgruc-sur-Mer este o comună în departamentul Finistère, Franța. În 1 ianuarie 2022 avea o populație de 2.145 de locuitori.